# 福岡県道471号八木山公園線
福岡県道471号八木山公園線（ふくおかけんどう471ごう やきやまこうえんせん）は、福岡県宮若市を通る一般県道である。

## 概要

### 路線データ
- 起点：福岡県宮若市宮田（福岡県道30号飯塚福間線交点）
- 終点：福岡県宮若市下（福岡県道450号八木山若宮線交点）

## 地理

### 通過する自治体
- 宮若市

### 交差する道路
| 交差する道路              | 交差する場所 | 交差する場所 |
| ------------------------- | ------------ | ------------ |
| 福岡県道30号飯塚福間線    | 宮田         | 起点         |
| 福岡県道450号八木山若宮線 | 下           | 終点         |

### 沿線
- 力丸ダム
  - 千石公園
  - いこいの里キャンプ場